# Deklaracja z Sydney
Deklaracja z Sydney – deklaracja Światowego Związku Lekarzy uchwalona w 1968.
Deklaracja ta wiąże się z rozwojem transplantologii. Rozwój tej dziedziny medycyny przyniósł pewne problemy. Pobranie koniecznych dla życia narządów od żywego dawcy uważa się za niedopuszczalnie etycznie, podczas gdy w części przypadków sens ma jedynie przeszczepianie narządów żywych (narząd martwy nie podejmie pracy). Konieczność pobrania żywego narządu od martwego dawcy pociągnęła za sobą konieczność zastanowienia się nad definicją śmierci.
Wyzwanie to podjęło 2. Walne Zgromadzenie Światowego Związku Lekarzy. Wprowadziło ono pojęcie śmierci mózgowej. Zwróciła też uwagę na odpowiedzialność lekarza za stwierdzanie śmierci, kryteria śmierci, a także jej postępujący i nieodwracalny charakter. Mówi o utracie funkcji mózgu i klinicznej ich ocenie, zwraca też uwagę na warunki związane z możliwością pobrania narządów do zwłok.